# Usul
L'usul è un ciclo ritmico di sottofondo usato nella musica classica ottomana il quale completa il ritmo melodico e talvolta aiuta a modellare la struttura generale di una composizione. 

## Definizione
Un usul può essere breve quanto due tempi o durare fino a 128 tempi. Usul è spesso tradotto come "metro", ma usul e metro non sono esattamente la stessa cosa. Entrambi ripetono schemi ritmici con strutture interne più o meno complesse di battiti di diversa durata e peso. Ma uno studente che impara la musica turca nel tradizionale sistema meşk prima memorizza l'usul cineticamente colpendo le ginocchia con le mani. Lo studente canta quindi la composizione vocale o strumentale mentre esegue l'usul sottostante. Questo sistema pedagogico aiuta lo studente a memorizzare la composizione mentre interiorizza la struttura ritmica sottostante. I motivi usul hanno vocaboli pronunciabili standard costruiti da combinazioni delle sillabe düm, dü-üm, tek, tekkyaa, teke, te-ek, dove düm, dü-üm indicano un forte tempo basso di durata singola o doppia, e tek, tekkya, teke, te-ek indicano varie combinazioni di tempi leggeri di durata metà, singola o doppia. Gli usul lunghi (ad es. 28/4, 32/4, 120/4) sono strutture metriche composte che sono alla base di sezioni più lunghe di intere composizioni.

## Storia
In epoca ottomana, l'usul era realizzato da suonatori di tamburo. Il tamburo è generalmente omesso nelle esibizioni moderne ad eccezione dei Mevlevi. Quando si suona musica per la cerimonia dei Mevlevi, i suonatori di tamburo tradizionalmente suonano versioni abbellite (velveleli) degli usul. Le improvvisazioni strumentali (taksim) e le improvvisazioni vocali (gazel, mersiye, ecc.) sono generalmente eseguite a ritmo "libero", senza usul. La controparte melodica alla modalità ritmica dell' usul è la modalità melodica del makam. Il sistema parallelo all' usul nella musica indiana è il tala.